# اللواء 170 دفاع جوي (اليمن)
اللواء 170 دفاع جوي هو لواء دفاع جوي، تابع للقوات الجوية اليمنية، يتمركز اللواء في قاعدة طارق الجوية بمدينة تعز، ضمن عمليات محور تعز العسكري التابع للمنطقة العسكرية الرابعة.

## الحرب الأهلية اليمنية 2015
يشارك اللواء 170 دفاع جوي في معارك الحرب الأهلية اليمنية المندلعة منذ عام 2015 بجانب قوات وأنصار حكومة الرئيس اليمني السابق المعترف به دولياً عبد ربه منصور هادي.

## القادة
| م | القائد                      | بداية | نهاية | المدة |
| - | --------------------------- | ----- | ----- | ----- |
| 1 | حسين قاسم الانسي            |       | 2012  |       |
| 2 | عبدالله الحداد              | 2012  |       |       |
| 3 | طاهر العزاني                | 2016  | 2018  |       |
| 4 | عبدالعزيز أحمد ناصر المجيدي | 2018  | 2020  |       |
| 5 | عبدالله دبوان القيسي        | 2020  |       |       |